# Sonate K. 106
La sonate K. 106 (F.65/L.437) en fa majeur est une œuvre pour clavier du compositeur italien Domenico Scarlatti.

## Présentation
La sonate en fa majeur K. 106 est notée Allegro à Venise mais Andante à Parme, ce qui semble mieux convenir au climat paisible et renforce le couplage avec la sonate suivante, un Allegro à 
 de même tonalité. Les deux œuvres sont des pièces amusantes. La K. 106 possède une structure thématique symétrique sur les deux sections.

## Manuscrits
Le manuscrit principal est le numéro 9 du volume XV de Venise (1749), copié pour Maria Barbara ; les autres sont Parme III 15, Münster V 35 et Vienne A 27.

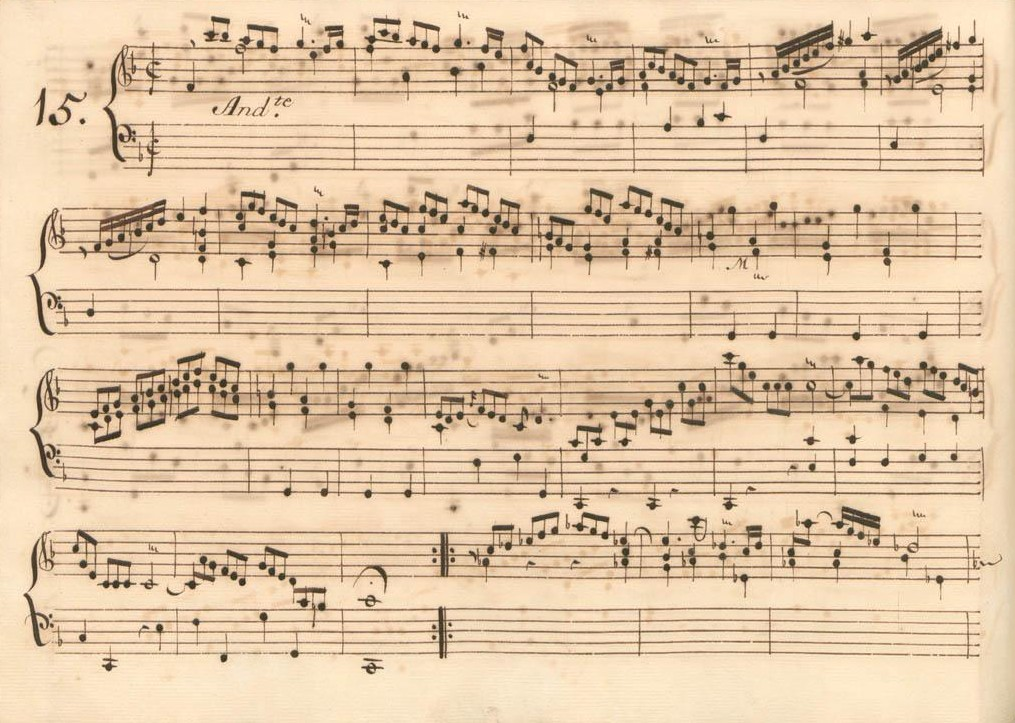
Parme III 15.
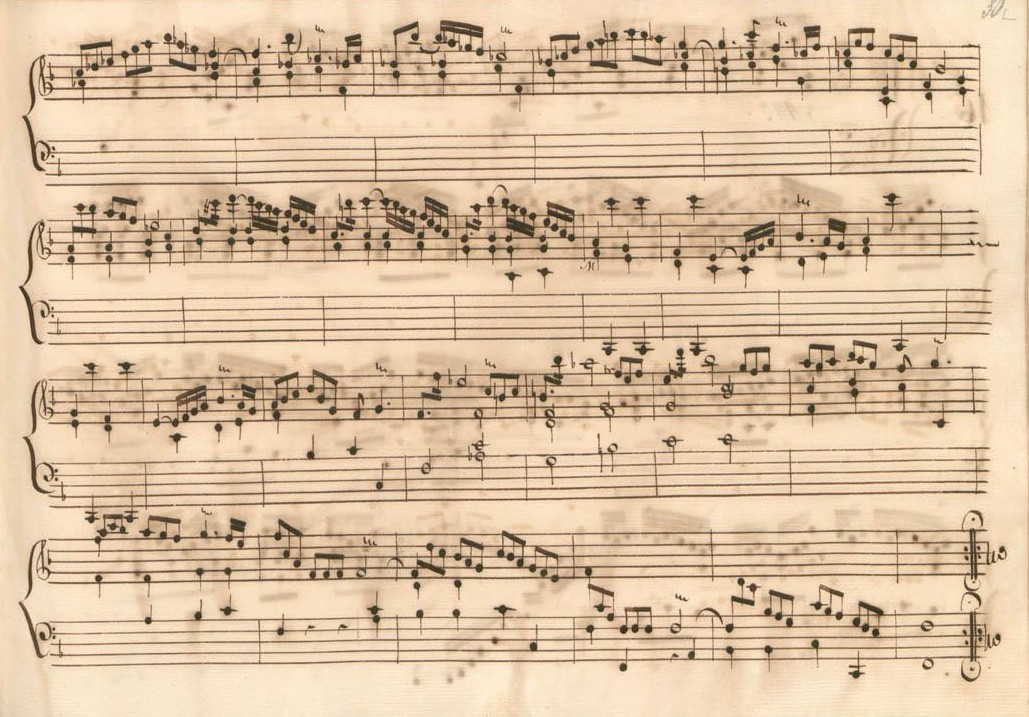
Parme III 15 (fin de la sonate).
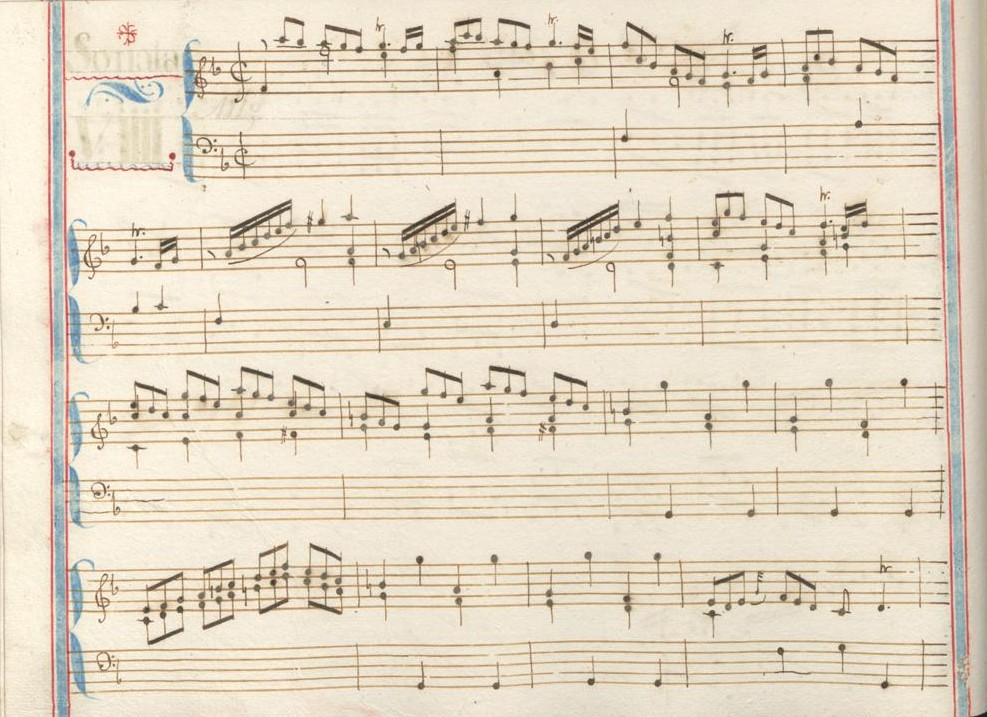
Venise XV 9.
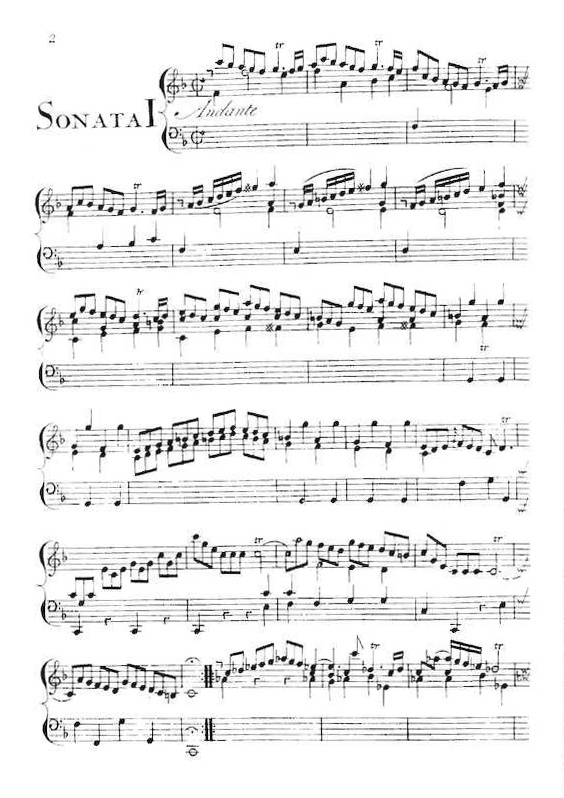
Édition Londres, 1752.

## Interprètes
La sonate K. 106 est défendue au piano notamment par Carlo Grante (2009, Music & Arts, vol. 2), Lucas Debargue (2019, Sony) et Sergio Gallo (fi) (2022, Naxos vol. 27) ; au clavecin par Rafael Puyana (1984, Harmonia Mundi), Scott Ross (1985, Erato), Richard Lester (2005, Nimbus, vol. 6), Pieter-Jan Belder (Brilliant Classics, vol. 3) et Mario Raskin (2011, Verany).

## Sources
: document utilisé comme source pour la rédaction de cet article.
- Ralph Kirkpatrick (trad. de l'anglais par Dennis Collins), Domenico Scarlatti, Paris, Lattès, coll. « Musique et Musiciens », 1982 (1re éd. 1953 (en)), 493 p. (ISBN 978-2-7096-0118-4, OCLC 954954205, BNF 34689181).
- Alain de Chambure, « Domenico Scarlatti : Intégrale des sonates — Scott Ross », Erato (2564-62092-2), 1985 (OCLC 891183737) .
- (en) Carlo Grante, « Domenico Scarlatti, intégrale des sonates pour clavier (vol. 2) », Music & Arts (CD-1291), 2009 (OCLC 840087257) .